# Adolfo Lastretti
Adolfo Lastretti (* 18. November 1937 in Tempio Pausania, Sardinien; † 5. Mai 2018 in Loiano) war ein italienischer Schauspieler. 

## Leben
Lastretti zog schon in frühen Jahren aufgrund finanzieller Probleme mit seiner Familie nach Rapallo. Nach seiner Ausbildung an der Accademia d'Arte Drammatica Silvio D'Amico debütierte er als Schauspieler im 1957 entstandenen 8-mm-Kurzfilm La spiaggia. Er spielte anschließend, seit Beginn der 1960er Jahre in Rom wohnhaft, neben seiner Bühnenkarriere meist Charakterrollen in Genrefilmen, später vermehrt für das Fernsehen. In den Stabangaben wurde er manchmal auch als Peter Lastrett, Aldo Lastretti, Alfonso Lastretti oder Guy Ranson gelistet. Lastretti arbeitete gelegentlich auch als Synchronsprecher.
Lastretti sprach auch englisch und französisch.

## Filmografie (Auswahl)
- 1968: Ringo, such dir einen Platz zum Sterben (Joe… cercati un posto per morire!)
- 1971: Der Clan, der seine Feinde lebendig einmauert (Confessione di un commissario di polizia al procuratore della repubblica)
- 1972: Das Lied von Mord und Totschlag (Los amigos)
- 1972: Sie verkaufen den Tod (Una ragione per vivere e una per morire)
- 1973: Shaft in Afrika (Shaft in Africa)
- 1974: Borsalino & Co. (Borsalino and Co)
- 1974: Spasmo (Spasmo)
- 1975: Verdammt zu leben – verdammt zu sterben (I quattro dell'apocalisse)
- 1975: Flash Solo (Il giustiziere sfida la città)
- 1975: Warum bellt Herr Bobikow? (Cuore di cane)
- 1976: Cop Hunter (Italia a mano armata)
- 1977: Die Killer-Meute (Napoli spara)
- 1977: A Man Called Magnum (Napoli si ribella)
- 1980: Omar Mukhtar – Löwe der Wüste (Lion of the Desert)
- 2000: Padre Pio